# Thymus dreatensis
Thymus dreatensis là một loài thực vật có hoa trong họ Hoa môi. Loài này được Batt. miêu tả khoa học đầu tiên năm 1889.